# Catholic Worker Movement
Le Catholic Worker Movement (en français : Mouvement ouvrier catholique) est un ensemble de communautés autonomes de personnes catholiques et non-catholiques fondé par Dorothy Day et Peter Maurin aux États-Unis en 1933. Son objectif est de « vivre selon la justice et la charité du Christ ». Un des principes qui guident l'action du mouvement est l'hospitalité vis-à-vis de ceux qui vivent en marge de la société, en s'inspirant du communautarisme et du personnalisme. Le Catholic Worker Movement revendique aujourd'hui 249 communautés locales (« houses » - « maisons »), dont 33 hors des États-Unis, qui fournissent un certain nombre de services sociaux variant en fonction du contexte local. 
Les « maisons » affiliées au mouvement ne dépendent pas de l'Église catholique, et leurs activités, inspirées par l'exemple de Dorothy Day, peuvent être plus ou moins ouvertement religieuses. Le mouvement promeut la non-violence, menant des actions contre la guerre et contre l'inégale distribution des richesses. Il est lié au journal The Catholic Worker, qui paraît depuis 1933. 

## Histoire
Le Catholic Worker Movement commence avec la création par Dorothy Day du journal Catholic Worker, en vue de promouvoir la doctrine sociale de l'Église et de défendre la neutralité et le pacifisme au cours des années 1930. Dans la continuité du lancement du Catholic Worker, Dorothy Day encourage l'ouverture de « maisons de l'hospitalité » et de fermes où il est possible de mener une vie communautaire. Ceux qui souhaitent travailler dans les « maisons de l'hospitalité » sont invités à la simplicité volontaire. À cette époque, beaucoup bénéficient des services offerts par ces maisons avant d'y travailler bénévolement. Au départ, le mouvement est peu organisé et aucune adhésion à une structure n'est demandée, mais avec le temps, des règles sont instituées. Day nomme les directeurs des maisons, mais cherche à préserver leur autonomie : la taille des maisons comme les services qu'elles proposent peuvent sensiblement varier. 
En 1941, il existe plus de trente communautés affiliées au mouvement, pour la plupart aux États-Unis, mais aussi au Canada et au Royaume-Uni. Entre 1965 et 1980, soixante-seize autres communautés sont fondées, dont trente-cinq existent toujours aujourd'hui, dont la « Hippie Kitchen » créée à l'arrière d'une camionnette par deux Catholic Workers à Skid Row (district de Los Angeles) dans les années 1970. Plus de deux cents communautés existent aujourd'hui, dont certaines en Argentine, Australie, au Royaume-Uni, au Canada, en Allemagne, aux Pays-Bas, en Irlande, aux Philippines, en Corée du Sud, au Mexique, en Ouganda, en République dominicaine, en Nouvelle-Zélande, en France et en Suède. Dorothy Day, morte en 1980, fait également l'objet d'un procès en béatification dans l'Église catholique.